# Saim Kokona
Saim Kokona (ur. 26 lutego 1934 w Gjirokastrze) - albański operator filmowy.

## Filmografia[1]
| Rok  | Film                              |
| ---- | --------------------------------- |
| 1964 | Qemal Stafa                       |
| 1965 | Takim me Arbreshët                |
| 1965 | Në rjedhën e jetës                |
| 1967 | Ngadhnjim mbi vdekjen             |
| 1967 | Në gjurmët partizane              |
| 1968 | Prita                             |
| 1969 | Njësiti guerril                   |
| 1970 | Guximtarët                        |
| 1971 | Takim me artin revolucionar kinez |
| 1971 | Shkolla dhe rrugët e jetës        |
| 1972 | Ndërgjegjja                       |
| 1972 | Vështrim përmes mijëvjeçarëve     |
| 1972 | Shkolla tingujt ngjyra            |
| 1973 | Brazdat                           |
| 1973 | Ata quheshin Arbër                |
| 1974 | Shpërthimi                        |
| 1974 | Miq në festën tonë                |
| 1975 | Beni ecën vetë                    |
| 1975 | Kursim, kursim, kursim            |
| 1976 | Pylli i lirisë                    |
| 1977 | Cirku në fshat                    |
| 1977 | Shëmbja e idhujve                 |
| 1977 | Me studentët ushtarakë            |
| 1978 | Koncert në vitin 1936             |
| 1979 | Balonat                           |
| 1979 | Radiostacioni                     |
| 1980 | Sketerre 43                       |
| 1981 | Në prag të lirisë                 |
| 1982 | Dita e parë e emërimit            |
| 1983 | Njeriu i mirë                     |
| 1983 | Apasionata                        |
| 1983 | Dritat e qytezës                  |
| 1985 | Taulanti kërkon një motër         |
| 1985 | Të mos heshtësh                   |
| 1985 | Mondi dhe Diana                   |
| 1986 | Fjalë pa fund                     |
| 1987 | Eja!                              |
| 1988 | Sinjali i dashurisë               |
| 1988 | Shpresa                           |
| 1988 | Babai i studentit                 |
| 1990 | Shpella e piratevet               |